# بشار (اسم)
بشار هو اسم علم شخصي مذكر عربي ومعناه المبشر أو الذي يكثر إيصال البشرى للناس.

## الشخصيات
- بشار الأسد سياسي سوري ورئيس سابق
- بشار الشطي مغني وملحن كويتي
- بشار جعفري سياسي سوري
- بشار عواد معروف مؤرخ وعالم آثار عراقي
- بشار إسماعيل ممثل سوري
- بشار المصري رجل أعمال فلسطيني أمريكي
- بشار بني ياسين لاعب كرة قدم أردني
- بشار بن برد شاعر من العصر الأموي
- بشار حولي لاعب كرة قدم أسترالية من أصل لبناني
- بشار رسن لاعب كرة قدم عراقي
- بشار عبد الله لاعب كرة قدم كويتي